# Миклашевський Михайло Андрійович (полковник)
Миха́йло Андрі́йович Миклаше́вський  (нар. 1727 — пом. бл. 1800) — український державний діяч часів Гетьманщини.

## Життєпис
Походив з українського шляхетсько-старшинського роду Миклашевських. Другий син Андрія Миклашевського, наказного стародубського полковника, та княгині Марини Святополк-Четвертинської. Народився 1727 року.
Розпочав службу під орудою батька. У 1752 році після смерті батька успадкував його титул бунчукового товариша в Стародубському полку. Одружився з Наталією Лесевицькою, донькою Омеляна Лесевицького, капітана Слобідського драгунського полку.
1769 року стає малоросійським полковником. 1770 року призначається полковим командиром. З 1773 року отримує посаду наказного стародубського полковника та предводителя шляхетства Стародубського повіту. На 1787 рік мав 1463 підданих (кріпаків). Помер близько 1800 року.